# Marquesado de San José
El marquesado de San José es un título nobiliario español creado el 3 de julio de 1721 por el rey Felipe V a favor de Juan Milá de Aragón y Macip, secretario de la Real Cámara en la Corona de Aragón.

## Historia de los Marqueses de San José

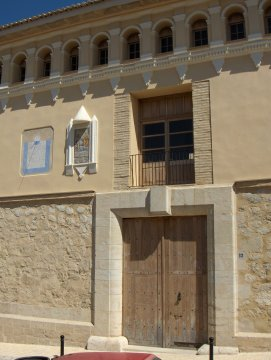
Palacio del marqués de San Josep, en la localidad de Otos (Comunidad Valenciana)

- Juan Milá de Aragón y Macip, I marqués de San José, secretario de la Real Cámara en la Corona de Aragón, secretario de la Cámara de Castilla y caballero de la Orden de Montesa (1711).[2]

- II

- III

- Joaquina de Llorens Núñez y Milá de Aragón, IV marquesa de San José.[3]

Casó con Rafael de Pedro y Trullench, maestrante de Valencia. Sucedió su hijo:
- Joaquín de Pedro y LLorens (Valencia, 14 de febrero de 1777-Madrid, 27 de mayo de 1857), V marqués de San José,[4][5] VII marqués de Albayda,[6] IV marqués de Benemejís de Sistallo, dos veces grande de España, barón de Otos, de Torralba y de Misena maestrante de Valencia, Cruz de 1.ª clase de la Orden de San Fernando, diputado a Cortes en 1837, senador del reino en 1846, Gran Cruz de la Orden de San Hermenegildo, Gran Cruz de la Orden de Carlos III, caballero de la Orden de Malta[4] y prócer del Reino.[7]

Casó, en primeras nupcias antes de 1823, con Antonia Pía del Molino y del Castillo (m. 1857). Contrajo un segundo matrimonio, en 1857, con Antonia Nash de la Mota. Le sucedió su hija del segundo matrimonio:
- Joaquina de Pedro y Nash, VI marquesa de San José,[5] baronesa de Misena  y dama de la Orden de las Damas Nobles de la Reina María Luisa (1862).[9]

Casó con Eduardo Francisco Moore, caballero de la Orden de Malta (1857).
- Rafael Moore y de Pedro (m. 4 de marzo de 1934), VII marqués de San José[12]

Casó, en 10 de junio de 1884, con su prima Joaquina de Pedro y del Castillo Barroeta-Aldamar, baronesa de Otos. Fueron los padres de siete hijos: María Luisa, Elena, Pilar, Rafael, Fernando y Joaquín, barón de Misena, y Eduardo Moore y de Pedro, que sucedió en el marquesado en 1911: Sucedió su hermano:
- Eduardo Moore y de Pedro, VIII marqués de San José.[13]

- José Antonio Tamarit y Enríquez de Navarra (1923-4 de febrero de 2007.), IX marqués de San José.[14] Era hijo de Enrique Tamarit y Moore, barón de Carricola, y de su esposa María Teresa Enríquez de Navarra y Galiano.

Casó con María Teresa de Olagüe y Revenga. Le sucedió en 2008 su hija:
- María Teresa Tamarit y Olagüe, X marquesa de San José.[15]